# Maximilien Rubel
Maximilien Rubel, né le 10 octobre 1905 à Czernowitz, en Bucovine autrichienne (aujourd'hui en Ukraine), et mort le 28 février 1996 à Paris 13e, est un marxologue naturalisé français, également conseilliste. Il était un spécialiste internationalement reconnu de Karl Marx. 

## Biographie
De Bucovine, Maximilien Rubel vient à Paris en 1931 pour poursuivre ses études universitaires de philosophie et de sociologie. Il consacre sa thèse de doctorat à Karl Marx. 
Pendant la guerre, il est doublement clandestin, du fait de son origine juive et de son activité militante. À partir de 1942, il participe au Groupe révolutionnaire prolétarien, qui déploie notamment son activité de Résistance par des appels à l'insoumission distribués aux soldats allemands. Germanophone, Rubel traduit les tracts. Il quitte cependant le GRP en 1945. 
En novembre 1945, il publie un article intitulé « Signification historique de la barbarie stalinienne », où il considère que l'URSS est un capitalisme d'État. En 1951, il publie « Karl Marx, auteur maudit en URSS », dans lequel il dénonce la censure de textes de Marx par le régime stalinien. En 1957, il écrit dans « La croissance du capital en URSS » que « l'appareil économique de la Russie présente le double caractère du capitalisme pur, et de l'esclavagisme sans masque ».
Pendant la même période il publie des textes rares de Marx et de nombreux articles sur Marx.
Dans le cadre de l’Institut de Sciences Economiques Appliquées (ISEA) dirigé par François Perroux, Rubel fonde en 1959 la revue Études de marxologie qui paraitront jusqu'en 1994. Il participe au « Groupe communiste de conseils », qui édite à partir de 1962 les Cahiers de discussion pour le socialisme des conseils.
Rubel devient maître de recherche au CNRS, et siège au conseil scientifique de la Fondation internationale Marx-Engels. Il a dirigé l'édition des textes de Marx parue dans la Bibliothèque de la Pléiade, traduisant de nombreux textes inédits en français. 
Rubel considérait que les « marxistes » traditionnels allaient à l'encontre de la pensée de Marx, pensée qu'il appelait « pensée marxienne ». Il considérait également que Friedrich Engels était le fondateur du "marxisme", qui aurait commencé à déformer la pensée de son ami Karl Marx. 
Maximilien Rubel développe lui-même une interprétation iconoclaste : parce qu'il s'oppose à l'État, au salariat — considéré comme une forme moderne de l'esclavage — que Bakounine défend par son collectivisme auquel s'opposera le communisme de Kropotkine, et sans pour autant céder à la passion destructrice de Bakounine, Marx se révèlerait être le plus profond « théoricien de l'an-archisme », « compris tout à la fois comme mouvement d’autolibération des esclaves modernes et comme projet de construction de la communauté humaine libérée du capital et de l’État ».

## Principaux ouvrages
- Pages de Karl Marx pour une éthique socialiste (1948 ; réédition Payot, 1970, en deux tomes ; réédition Payot & Rivages, 2008, sous les titres Révolution et socialisme et Sociologie critique)
- Bibliographie des œuvres de Karl Marx (Rivière, 1956)
- Karl Marx, essai de biographie intellectuelle (Rivière, 1957 ; réédition revue 1971 ; nouvelle édition Klincksieck, 2016)
- Karl Marx devant le bonapartisme (1960 ; réédition 2000, Sulliver).
- Marx critique du marxisme (recueil, 1974 Payot ; réédition en 2000).
- Marx théoricien de l'anarchisme (1983 ; réédition 2011, Entremonde[10]).
- Guerre et paix nucléaires (recueil, 1997, Paris-Méditerranée).
- Marx et les nouveaux phagocytes (recueil, 2012, éditions du Sandre).
- Louis Janover et Maximilien Rubel, État / Anarchisme : Lexique Marx (I), Toulouse, Smolny, 2020 (présentation en ligne).
- Louis Janover et Maximilien Rubel, Révolution : Lexique Marx (II), Toulouse, Smolny, 2021 (présentation en ligne).
- Louis Janover et Maximilien Rubel, Armée - Guerre - Nation : Lexique Marx (III), Toulouse, Smolny, 2023 (présentation en ligne).
- Direction et annotation de l'édition de Karl Marx dans la Bibliothèque de la Pléiade : quatre volumes parus sur les six prévus (l'édition a été interrompue à la suite du décès de Maximilien Rubel ; le cinquième volume devait être consacré à ses écrits politiques de la période de l'Association internationale des travailleurs ; le sixième volume devait être consacré à la correspondance de Marx)[11].

## Archives
- Inventaire du fonds d'archives de Maximilien Rubel conservé à La contemporaine.